# René Aufhauser
René Aufhauser (Voitsberg, Austria, 21 de junio de 1976) es un futbolista y entrenador austriaco retirado. Jugó de central y centrocampista y su último equipo fue el FC Liefering de Austria.

## Biografía
Aufhauser empezó su carrera futbolística en equipos de su país, el ASK Voitsberg y el SV Austria Salzburg, donde jugó durante cuatro temporadas antes de fichar por el Grazer AK.
Ganó la Bundesliga en 2004, el cual fue el primer título liguero en la historia del club. También consiguió dos Copas y una Supercopa de Austria.
En 2005 fichó por el Red Bull Salzburg. Con este club se proclamó campeón de Liga en 2007, 2009 y 2010. Tras pasar dos años y medio en el LASK Linz volvió a Salzburgo para jugar en el equipo filial. Se retiró en 2014.

### Selección nacional
Ha sido internacional con la selección de fútbol de Austria en 58 ocasiones. Su debut como internacional se produjo el 27 de marzo de 2002 en un partido contra Eslovaquia.
Fue convocado por su selección para disputar la Eurocopa de Austria y Suiza de 2008. Participó como titular en los tres partidos que su equipo disputó en ese campeonato.

## Clubes

### Jugador
| Club                | País    | Año         |
| ------------------- | ------- | ----------- |
| ASK Köflach         | Austria | 1993 - 1995 |
| ASK Voitsberg       | Austria | 1995 - 1996 |
| SV Austria Salzburg | Austria | 1997 - 2001 |
| Grazer AK           | Austria | 2001 - 2005 |
| Red Bull Salzburg   | Austria | 2005 - 2010 |
| LASK Linz           | Austria | 2010 - 2012 |
| FC Liefering        | Austria | 2012 - 2014 |

### Entrenador
| Club                              | País    | Año             |
| --------------------------------- | ------- | --------------- |
| FC Liefering (2º entrenador)      | Austria | 2014 - 2015     |
| Red Bull Salzburg (2º entrenador) | Austria | 2015 - 2021     |
| FC Liefering                      | Austria | 2021 - Presente |

## Títulos
- 5 Ligas austriacas (Grazer AK, 2004; Red Bull Salzburg, 1997, 2007, 2009, 2010)
- 2 Copas de Austria (Grazer AK, 2002 y 2004)
- 1 Supercopa de Austria (Grazer AK, 2002)